# The President Vanishes

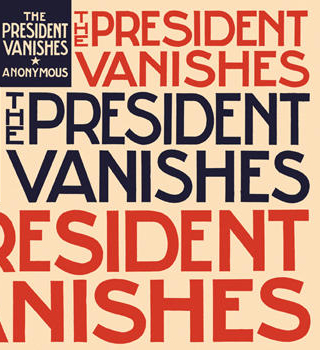
Couverture du livre de Rex Stout dont le scénario a été adapté.

The President Vanishes est un film américain réalisé par William A. Wellman, sorti en 1934.

## Synopsis
Le président des États-Unis disparaît au moment où il fait face à une grave crise politique, peut-être même à une procédure de destitution, à cause de sa gestion d'une guerre imminente en Europe. La disparition du président ressemble à un enlèvement, mais aucune rançon n'est demandée.
Manifestement, le président a mis en scène sa propre disparition afin de contrer un coup d'État militaire imminent organisé par une armée de « chemises grises » fascistes, alliées à une petite coterie d'industriels. Le but de tout cela est d'impliquer les États-Unis dans une guerre européenne alors, qu'aucun des belligérants n'a attaqué le territoire américain.

## Fiche technique
- Réalisation : William A. Wellman
- Scénario : Carey Wilson, Cedric Worth d'après The President Vanishes de Rex Stout
- Producteur : 	Walter Wanger
- Photographie : Barney McGill
- Montage : Hanson T. Fritch
- Musique : Hugo Riesenfeld
- Production : Walter Wanger Productions
- Distributeur : Paramount Pictures
- Durée : 80 minutes
- Date de sortie : 17 novembre 1934

## Distribution
- Edward Arnold : Secrétaire de la guerre
- Arthur Byron : Président Craig Stanley
- Paul Kelly : Chick Moffat
- Peggy Conklin : Alma Cronin
- Andy Devine : Val Orcott
- Janet Beecher : Mrs. Stanley
- Osgood Perkins : Harris Brownell
- Sidney Blackmer: D.L. Voorman
- Edward Ellis : Lincoln Lee
- Irene Franklin : Mrs. Orcott
- Charley Grapewin : Richard Norton
- Rosalind Russell : Sally Voorman
- Robert McWade : Vice Président Robert Molleson
- DeWitt Jennings : Edward Cullen
- Walter Kingsford : Martin Drew
- Douglas Wood : Roger Grant
- Charles Richman : Juge Corcoran
- Paul Harvey : Skinner
- Jason Robards Sr. : Kilbourne
- Harry Woods : James Kramer
- Tom Dugan : Nolan
- Martha Mayo : Mrs. Delling
- John St. Polis : Attorney General Davis
- Creighton Hale : secrétaire de Wardell
- J. Carrol Naish : Anti-War Demonstrator
- Harry Strang : Annapolis Academy Gatekeeper

## Code Hays
Lors de sa sortie en 1934, le film a été dénoncé par le National Legion of Decency (une organisation de l'église catholique) comme étant immoral. Cette organisation a demandé un renforcement des règles de censure afin de faire retirer ce qu'elle considérait comme étant inacceptable. Préoccupé par les menaces de boycott de nombreux films d'Hollywood, Will H. Hays, qui était alors président de la Motion Picture Association of America, a proposé un accord avec l'église qui a abouti à la mise en place du Production Code Administration et l'application du Motion Picture Production Code, connu sous le nom de Code Hays. Celui-ci a été appliqué de 1934 à 1968, où il a été abandonné au profit du système de classification de la Motion Picture Association (MPAA).